# Elgin (Arizona)
Elgin és una concentració de població designada pel cens dels Estats Units a l'estat d'Arizona. Segons el cens del 2000 tenia 309 habitants.

## Demografia
Segons el cens del 2000, Elgin tenia 309 habitants, 123 habitatges, i 86 famílies La densitat de població era de 2,5 habitants/km².
Dels 123 habitatges en un 28,5% hi vivien nens de menys de 18 anys, en un 64,2% hi vivien parelles casades, en un 4,1% dones solteres, i en un 29,3% no eren unitats familiars. En el 24,4% dels habitatges hi vivien persones soles el 3,3% de les quals corresponia a persones de 65 anys o més que vivien soles. El nombre mitjà de persones vivint en cada habitatge era de 2,51 i el nombre mitjà de persones que vivien en cada família era de 3.
Per edats la població es repartia de la següent manera: un 26,9% tenia menys de 18 anys, un 3,6% entre 18 i 24, un 24,9% entre 25 i 44, un 32% de 45 a 60 i un 12,6% 65 anys o més.
L'edat mediana era de 43 anys. Per cada 100 dones de 18 o més anys hi havia 100 homes.
La renda mediana per habitatge era de 64.167 $ i la renda mediana per família de 66.250 $. Els homes tenien una renda mediana de 38.500 $ mentre que les dones 21.250 $. La renda per capita de la població era de 27.909 $. Aproximadament el 9,8% de les famílies i el 13,3% de la població estaven per davall del llindar de pobresa.

## Poblacions més a prop
El següent diagrama mostra les poblacions més a prop.